# Koïnsky raconte ...
Koïnsky raconte ... est une série de bande dessinée historique de l'Italien Hugo Pratt.
Elle retrace la période de la campagne d'Italie (Seconde Guerre mondiale) de 1943/1945. Elle suit les mémoires de l'oficier Koïnsky, déjà héros dans la série Les Scorpions du désert du même auteur. Il s'agit d'un One shot avec un total de cinq récits dessinés. Ils ont été publiés en France sous la forme d'un album unique en 1993